# 평양 지하철도 혁신선
혁신선(革新線, Hyoksin Line)는 평양의 평양지하철의 노선이다.
1960년대에 건설이 시작되었고 1975년에는 일부가 영업을 시작했으며, 1978년 9월에는 전 구간이 완전 개통되었다. 노선 연장은 약 15km이다.
혁명을 그린 벽화가 벽에 그려져 있고, 다양한 석재나 샹들리에를 사용한 호화로운 내장이다. 방공호의 목적으로도 건설되어 지하 100m 이상의 깊이에 위치하는 역이 존재하기도 한다.

## 역 목록
| 역명                     | 접속 노선        | 비고                                          |
| ------------------------ | ---------------- | --------------------------------------------- |
| 광복 (광복다리)          |                  |                                               |
| 건국(보통강)             |                  |                                               |
| 황금벌(경흥강)           |                  |                                               |
| 건설(류경호텔)           |                  |                                               |
| 혁신(서평양려관)         |                  |                                               |
| 전승(지하철도건설박물관) | 천리마선(전우역) |                                               |
| 삼흥(종합대학)           |                  |                                               |
| 광명                     |                  | 금수산태양궁전과 연결되어 있는 관계로 폐쇄함. |
| 락원(동물원)             |                  |                                               |